# Alan Kelly Sr.
Alan Kelly (5 de juliol de 1936 - 20 de maig de 2009) fou un futbolista irlandès de la dècada de 1960 i entrenador. Fou pare dels també futbolistes Gary Kelly i Alan Kelly.
Fou 47 cops internacional amb la selecció de la República d'Irlanda. Pel que fa a clubs, defensà els colors de Bray Wanderers i Drumcondra a Irlanda, i Preston North End FC a Anglaterra.

## Palmarès
- League of Ireland: 1
  - Drumcondra 1957/58
- FAI Cup
  - Drumcondra F.C. 1957
- Football League Third Division 
  - Preston North End F.C. 1970/71